# Jean-Jules Dufour
Pour les articles homonymes, voir Dufour.
Jean-Jules Dufour, né à Toulouse le 1er mai 1889 et mort le 24 mai 1973 à Paris, est un peintre, illustrateur et aquafortiste français.

## Biographie
Jean-Jules Dufour naît à Toulouse le 1er mai 1889.

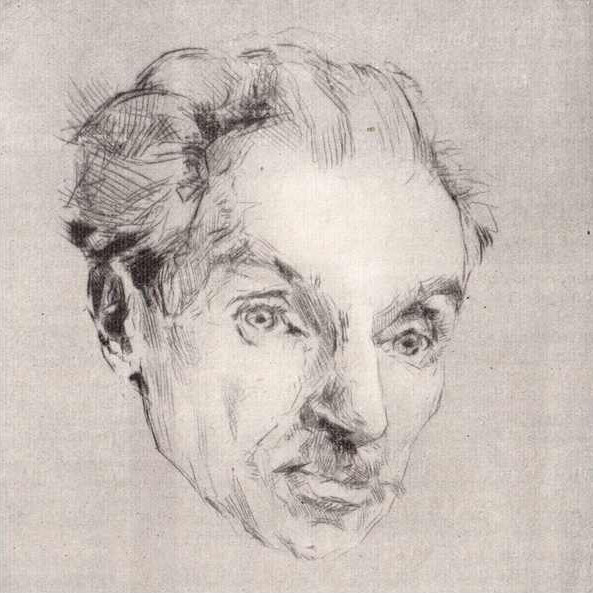
Charles Géniaux par Jean-Jules Dufour.

Élève de Fernand Cormon, sociétaire du Salon des artistes français, il y expose en 1914 les eaux-fortes Les Calamiteux du Pont-Neuf et Portrait du poète Philippe Dufour, ce qui lui vaut une mention honorable. Il y obtient aussi en 1922 une bourse de voyage et le prix Belin-Dollet.
En 1929, il y présente la toile Métairie à Puycelci et fait une exposition de ses toiles du Languedoc à la Galerie Barreiro ainsi qu'aux Galeries Simonson. Il expose aussi au Salon des indépendants.
Jean-Jules Dufour meurt le 24 mai 1973 à Paris.